# Administration territoriale du Nord-du-Québec
L'administration territoriale du Nord-du-Québec se distingue de l'administration territoriale des autres régions administratives québécoises en ce qu'elle est caractérisée par une division du territoire et des compétences administratives qui reposent sur la signature de traités autochtones, en particulier la Convention de la Baie-James et du Nord québécois de 1975. Également, contrairement aux autres régions administratives, le Nord-du-Québec ne compte aucune municipalité régionale de comté.

## Présentation
L'administration territoriale du Nord-du-Québec repose sur un modèle territorial sui generis et est composé de seulement trois territoires équivalents, soit Eeyou Istchee, la Baie-James et l'Administration régionale Kativik.

### Eeyou Istchee
Le territoire d'Eeyou Istchee est composé des terres de catégorie IA et IB au sud du 55e parallèle établies par la Convention de la Baie-James et du Nord québécois (CBJNQ). Ces terres, non contiguës, sont sous la juridiction des conseils de bande cris et, dans une certaine mesure, du Gouvernement de la nation crie (Eeyou Tapayatachesoo). Les membres des conseils de bande cris se regroupent également dans le Grand Conseil des Cris qui jouit d'un pouvoir marqué en Eeyou Istchee. 
Les terres de catégorie IA, appelées terres réservées cries, sont de juridiction fédérale et contiennent le noyau urbain de chaque collectivité crie d'Eeyou Istchee, alors que les terres de catégorie IB, appelées municipalités de village cri, sont de juridiction provinciale et constituent des corporations foncières créées en 1978 en vertu de la ratification de la CBJNQ. Ces dernières circonscrivent habituellement le territoire des terres de catégorie IA et sont généralement dépourvues d'infrastructures et d'habitants permanents.

### Baie-James
La Baie-James (anciennement nommée Jamésie) est composée des terres de catégorie II et III au sud du 55e parallèle délimitées par la Convention de la Baie-James et du Nord québécois. Le Gouvernement régional Eeyou Istchee Baie-James (Eenou Chishaauchimaau) est chargé des terres de catégorie III alors que le Gouvernement de la nation crie l'est pour les terres de catégorie II. Le gouvernement régional regroupe les représentants municipaux de toutes les municipalités constituantes, de façon similaire aux conseils de MRC.
Compte tenu de leur imbrication, les territoires équivalents d'Eeyou Istchee et de la Baie-James forment une région naturelle notamment appelée Eeyou Istchee Baie-James. 

### Kativik
Quant à la majeure partie du Nouveau-Québec (Nunavik), soit les terres au nord du 55e parallèle, celle-ci est gérée par l'Administration régionale Kativik alors que sa représentation auprès du gouvernement du Québec est effectuée par la Société Makivik. Seule une petite enclave limitrophe de Kuujjuarapik est plutôt considérée en Eeyou Istchee, soit les terres et le village cris de Whapmagoostui.

## Palier supra-local
Le palier supra-local regroupe trois territoires équivalents, soit Eeyou Istchee, la Jamésie et l'Administration régionale Kativik. Les deux premiers sont situés au sud du 55e parallèle et leur territoire demeure intimement lié. Le troisième est situé au nord du 55e parallèle et comprend l'entièreté des territoires québécois au-delà de cette délimitation.
| Nom                       | Chef-lieu | Population (2016) | Superficie terrestre (km2) | Densité (hab./km2) |
| ------------------------- | --------- | ----------------- | -------------------------- | ------------------ |
| Eeyou Istchee*            |           | 16 858            | 5 366,33                   | 3,14               |
| Baie-James*               |           | 14 832            | 283 859,89                 | 0,05               |
| Kativik                   | Kuujjuaq  | 14 050            | 417 937,95                 | 0,03               |
| Région                    | Région    | 45 740            | 839 000                    | 0,05               |
| * : territoire équivalent |           |                   |                            |                    |

## Palier local
Le palier local est constitué de 59 entités territoriales de niveau local, soit 50 municipalités locales et neuf territoires non organisés. Aucune réserve indienne ne se trouve sur le territoire du Nord-du-Québec, considérant que ce type d'entité territoriale a été aboli par la ratification de la Convention de la Baie James et du Nord québécois en 1975.
Les 50 municipalités locales peuvent porter plusieurs désignations généralement propres aux particularités territoriales nord-québécoises. À titre d'exemple, en Jamésie, se trouvent des municipalités et des villes, en Eeyou Istchee, se trouvent des municipalités de village cri et des terres réservées cries, et au Kativik, se trouvent des terres réservées inuites, des villages nordiques et une municipalité de village naskapi.  

### Municipalités locales
| Nom                      | Désignation                     | Superficie (km²) | Population (2019) | MRC           | Code géographique |
| ------------------------ | ------------------------------- | ---------------- | ----------------- | ------------- | ----------------- |
| Akulivik                 | Village nordique                | 74,63            | 678               | Kativik       | 99125             |
| Akulivik                 | Terre réservée inuite           | 42 927           | 0                 | Kativik       | 99883             |
| Aupaluk                  | Village nordique                | 28,649           | 224               | Kativik       | 99105             |
| Aupaluk                  | Terre réservée inuite           | 523,406          | 0                 | Kativik       | 99891             |
| Chapais                  | Ville                           | 62,4             | 1 537             | Jamésie       | 99020             |
| Chibougamau              | Ville                           | 1 027,8          | 7 315             | Jamésie       | 99025             |
| Chisasibi                | municipalité de village cri     | 497,8            | 0                 | Eeyou Istchee | 99055             |
| Chisasibi                | Terre réservée crie             | 776,1            | 5 238             | Eeyou Istchee | 99814             |
| Eastmain                 | Terre réservée crie             | 15 841           | 946               | Eeyou Istchee | 99810             |
| Eastmain                 | municipalité de village cri     | 330,2            | 0                 | Eeyou Istchee | 99045             |
| Eeyou Istchee Baie-James | municipalité                    | 224 705,312      | 1 079             | Jamésie       | 99060             |
| Inukjuak                 | Village nordique                | 64,4             | 1 887             | Kativik       | 99085             |
| Inukjuak                 | Terre réservée inuite           | 479,4            | 0                 | Kativik       | 99879             |
| Ivujivik                 | Village nordique                | 37,5             | 460               | Kativik       | 99140             |
| Ivujivik                 | Terre réservée inuite           | 432,48           | 0                 | Kativik       | 99885             |
| Kangiqsualujjuaq         | Village nordique                | 35,5             | 1 028             | Kativik       | 99090             |
| Kangiqsualujjuaq         | Terre réservée inuite           | 578,9            | 0                 | Kativik       | 99894             |
| Kangiqsujuaq             | Village nordique                | 34,064           | 832               | Kativik       | 99130             |
| Kangiqsujuaq             | Terre réservée inuite           | 515,168          | 0                 | Kativik       | 99888             |
| Kangirsuk                | Village nordique                | 59,71            | 594               | Kativik       | 99110             |
| Kangirsuk                | Terre réservée inuite           | 563,8            | 0                 | Kativik       | 99890             |
| Kawawachikamach          | municipalité de village naskapi | 281,1            | 0                 | Kativik       | 99065             |
| Kiggaluk                 | Terre réservée inuite           | 45,1             |                   | Jamésie       | 99875             |
| Kuujjuaq                 | Village nordique                | 385,7            | 2 862             | Kativik       | 99095             |
| Kuujjuaq                 | Terre réservée inuite           | 352,2            | 0                 | Kativik       | 99893             |
| Kuujjuarapik             | Village nordique                | 7,02             | 722               | Kativik       | 99075             |
| Kuujjuarapik             | Terre réservée inuite           | 285,7            | 0                 | Kativik       | 99877             |
| Lebel-sur-Quévillon      | Ville                           | 42,6             | 2 114             | Jamésie       | 99005             |
| Matagami                 | Ville                           | 65,1             | 1 305             | Jamésie       | 99015             |
| Mistissini               | municipalité de village cri     | 519,1            | 0                 | Eeyou Istchee | 99030             |
| Mistissini               | Terre réservée crie             | 76 312           | 3 759             | Eeyou Istchee | 99804             |
| Nemaska                  | municipalité de village cri     | 54,7             | 0                 | Eeyou Istchee | 99040             |
| Nemaska                  | Terre réservée crie             | 9 471            | 833               | Eeyou Istchee | 99808             |
| Oujé-Bougoumou           | Terre réservée crie             | 98,188           | 795               | Eeyou Istchee | 99818             |
| Puvirnituq               | Village nordique                | 111,5            | 1 902             | Kativik       | 99120             |
| Quaqtaq                  | Village nordique                | 26,6             | 441               | Kativik       | 99115             |
| Quaqtaq                  | Terre réservée inuite           | 543,1            | 0                 | Kativik       | 99889             |
| Salluit                  | Village nordique                | 14,7             | 1 685             | Kativik       | 99135             |
| Salluit                  | Terre réservée inuite           | 613              | 0                 | Kativik       | 99887             |
| Tasiujaq                 | Village nordique                | 67,3             | 395               | Kativik       | 99100             |
| Tasiujaq                 | Terre réservée inuite           | 557,3            | 0                 | Kativik       | 99892             |
| Umiujaq                  | Village nordique                | 28,59            | 483               | Kativik       | 99080             |
| Umiujaq                  | Terre réservée inuite           | 250,8            | 0                 | Kativik       | 99878             |
| Waskaganish              | municipalité de village cri     | 294,3            | 0                 | Eeyou Istchee | 99035             |
| Waskaganish              | Terre réservée crie             | 49 074           | 2 299             | Eeyou Istchee | 99806             |
| Waswanipi                | municipalité de village cri     | 232,4            | 0                 | Eeyou Istchee | 99010             |
| Waswanipi                | Terre réservée crie             | 33 200           | 1 778             | Eeyou Istchee | 99802             |
| Wemindji                 | municipalité de village cri     | 184,9            | 0                 | Eeyou Istchee | 99050             |
| Wemindji                 | Terre réservée crie             | 30 564           | 1 530             | Eeyou Istchee | 99812             |
| Whapmagoostui            | municipalité de village cri     | 122,53           | 0                 | Eeyou Istchee | 99070             |
| Whapmagoostui            | Terre réservée crie             | 189,88           | 1 042             | Eeyou Istchee | 99816             |
| Total                    |                                 | 493 589,627      | 46 202            |               |                   |

### Territoires non organisés
| Nom              | Désignation             | Superficie (km²) | Population (2019) | MRC     | Code géographique |
| ---------------- | ----------------------- | ---------------- | ----------------- | ------- | ----------------- |
| Baie-d'Hudson    | Territoire non organisé | 156 156,40       | 0                 | Kativik | 99904             |
| Rivière-Koksoak  | Territoire non organisé | 336 738,02       | 0                 | Kativik | 99902             |
| Toponyme à venir | Territoire non organisé | 7 691,62         | 0                 | Jamésie | 99910             |
| Toponyme à venir | Territoire non organisé | 17 437,79        | 0                 | Jamésie | 99914             |
| Toponyme à venir | Territoire non organisé | 9 892,58         | 0                 | Jamésie | 99916             |
| Toponyme à venir | Territoire non organisé | 1 963,62         | 0                 | Jamésie | 99918             |
| Toponyme à venir | Territoire non organisé | 3 684,78         | 0                 | Jamésie | 99920             |
| Toponyme à venir | Territoire non organisé | 6 897,77         | 0                 | Jamésie | 99922             |
| Toponyme à venir | Territoire non organisé | 18 227,49        | 0                 | Jamésie | 99924             |